# Elecciones generales de España de abril de 1872
Las elecciones generales de España de abril de 1872 fueron convocadas el 3 de abril bajo sufragio universal masculino por el gobierno del constitucional Práxedes Mateo Sagasta, después haber obtenido del rey Amadeo I el decreto de disolución de las Cortes. Fueron las segundas elecciones convocadas durante el breve reinado de Amadeo I, debido a la división interna del Partido Progresista, escindido en dos fuerzas políticas, el Partido Demócrata-Radical dirigido por Manuel Ruiz Zorrilla y el Partido Constitucional dirigido por Sagasta, que incorporará algunos miembros de la Unión Liberal del general Francisco Serrano Domínguez.
En total fueron elegidos 391 diputados, además de los 11 correspondientes a Puerto Rico y 18 de Cuba. Los constitucionalistas ganaron las elecciones gracias a lo que entonces se llamó eufemísticamente «la influencia moral del gobierno». Sagasta, que también detentaba la cartera de Gobernación, aseguró el triunfo de su partido recurriendo al pucherazo. Antes de las elecciones dio una serie de instrucciones a los gobernadores civiles de cada provincia en las que entre otras cosas se les ordenaba lo siguiente:

Valiéndose de republicanos de segundo orden, pero influyentes en las masas y con el sigilo correspondiente, el gobernador debe comprar a dos reales o a peseta el mayor número posible de cédulas pertenecientes a electores federales. El día de la elección, media hora antes de abrirse los colegios deben aglomerarse a la puerta de cada uno un número considerable de electores monárquicos, número suficiente para ocupar por completo el salón del colegio... los cuales no facilitarán el acceso sino a los que convenga. Parece excusado advertir que a la puerta de cada colegio debe tener la autoridad agentes de orden público de corazón y energía, quienes al menor pretexto harán bien en repartir algunos palos y en llevar inmediatamente a la cárceles a quienes dieren motivo para ello. Al abrirse el colegio, que deberá efectuarse media hora antes de las nueve de la mañana, a cuyo efecto el presidente y secretario llevarán los relojes media hora adelantada, deben estar en las urnas tantas papeletas en pro de la candidatura ministerial como papeletas compradas obran en poder del gobernador.

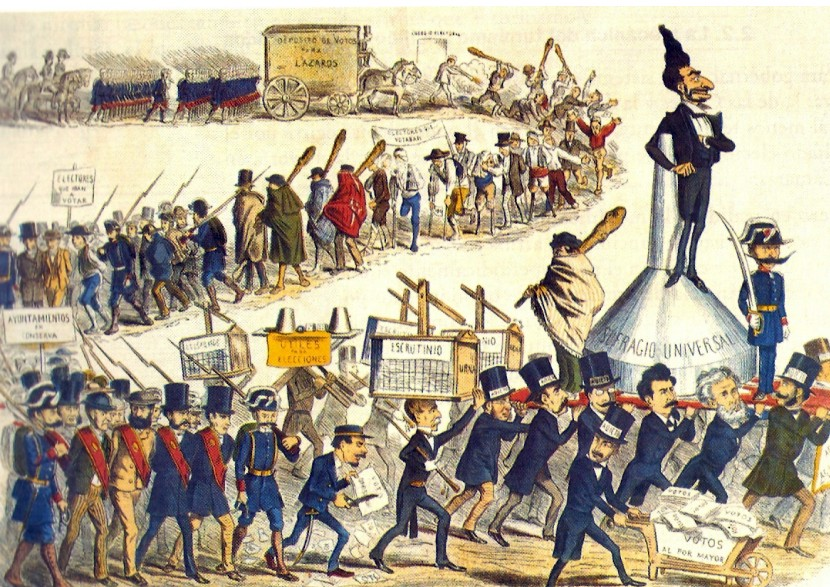
Caricatura satírica de La Carcajada (nueva cabecera de la revista La Flaca para eludir la suspensión administrativa) publicada el 18 de abril de 1872 con el título "Triunfo electoral". Ironiza sobre los métodos fraudulentos utilizados por el presidente del gobierno y ministro de la Gobernación Práxedes Mateo Sagasta para ganar las elecciones de abril de 1872. Sagasta encabeza la comitiva llevado en andas a lomos de un embudo con el letrero "SUFRAGIO UNIVERSAL". Le siguen todos los que han hecho posible el "triunfo electoral": fuerzas de orden público, partidas de la porra, lázaros (así llamados por ser electores fallecidos que han "resucitado" encarnados por otras personas), sicarios, trileros, autoridades locales, campesinos y obreros prisioneros llevados a votar, etc.

Los republicanos federales de Pi y Margall quedaron segundos (se abstuvieron los federalistas «intransigentes»). Fue nombrado presidente del Congreso de los Diputados el conservador Antonio de los Ríos Rosas, y presidente del Senado Francisco Santa Cruz Pacheco. Sagasta, claro está, continuó al frente del gobierno, aunque, tras el estallido de la tercera guerra carlista el 15 de abril, sería sustituido por el general Serrano el 26 de mayo, quién a su vez dimitió el 13 de junio.  Su sucesor Manuel Ruiz Zorrilla, al no contar su partido, el Radical, con la mayoría en las Cortes, consiguió que el rey las disolviera y se convocaran nuevas elecciones para el 24 de agosto de 1872, que ganó de forma aplastante, de nuevo gracias a «la influencia moral del gobierno».

## Resultados
| ← Elecciones generales de España, 3 de abril de 1872 →                                 |               |                          |
| Partido                                                                                | Escaños       | Líder                    |
| Coalición Conservadora-constitucional - Conservadores - Partido Constitucional - Otros | 236 129 82 25 | Práxedes Mateo Sagasta   |
| Partido Republicano Democrático Federal                                                | 52            | Francisco Pi i Margall   |
| Partido Demócrata-Radical                                                              | 42            | Manuel Ruiz Zorrilla     |
| Comunión Católico-Monárquica                                                           | 38            | Cándido Nocedal          |
| Partido Moderado                                                                       | 11            | Alejandro Mon y Menéndez |
| Independientes                                                                         | 3             |                          |
| Sin adscricpción                                                                       | 9             |                          |